# Сарибулак (Єнбекшиказахський район)
Сарибула́к (каз. Сарыбұлақ) — село у складі Єнбекшиказахського району Алматинської області Казахстану. Входить до складу Каражотинського сільського округу.
До 1993 року село називалось Куликовка.
Населення — 1329 осіб (2021; 1683 у 2009, 1385 у 1999, 1439 у 1989).